# Medicina di laboratorio
La medicina di laboratorio è il settore della medicina diagnostica che estende le indagini sul paziente attraverso lo studio di materiale biologico proveniente dallo stesso, trasferito nel laboratorio di analisi.
I settori classici della medicina di laboratorio sono:
- la biochimica clinica (o chimica clinica)
- la microbiologia clinica
- la patologia clinica

Gli obiettivi del medico di laboratorio possono essere di:
- diagnosticare o escludere una patologia
- valutare la predisposizione a determinate patologie
- determinare lo stadio di progresso di una patologia
- indagare su fenomeni tossicologici
- ricavare dati di tipo biologico caratterizzanti una popolazione o un soggetto
- elaborare teorie o pratiche protocollari per migliorare le regole e le tecniche del laboratorio stesso, sulla base di evidenza statistica